# Bitwa nad rzeką Kondurczą
Bitwa nad rzeką Kondurczą – starcie zbrojne, które miało miejsce 18 czerwca 1391 roku nad rzeką Kondurczą (na północny wschód od współ. Samary) pomiędzy armią Timura Chromego a wojskami Złotej Ordy pod wodzą Tochtamysza. Bitwa zakończyła się klęską chana Złotej Ordy i jego odwrotem na prawy brzeg Wołgi.